# Artabotrys burmanicus
Artabotrys burmanicus este o specie de plante angiosperme din genul Artabotrys, familia Annonaceae, descrisă de A. Dc.. Conform Catalogue of Life specia Artabotrys burmanicus nu are subspecii cunoscute.